# Gromia
Gromia ist eine Gattung amöbenartiger Einzeller, die sowohl im Meer- als auch im Süßwasser zu finden sind. Sie werden in der näheren Verwandtschaft der Foraminiferen (Foraminifera) angesiedelt und stellen wahrscheinlich deren Schwestergruppe dar.

## Merkmale
Der Körper der Gromia-Arten ist eiförmig bis unregelmäßig gelappt und kann eine Größe von bis zu 4 Zentimetern erreichen (Gromia sphaerica). Aus einer Öffnung des Körpers strahlen fadenförmige Pseudopodien aus, die sich verzweigen und auch wieder vereinigen können (Anastomosen). Von den Pseudopodien der Foraminiferen unterscheiden sie sich allerdings dadurch, dass sie kein granuläres Cytoplasma enthalten und nur selten ein Netz bilden. Im Zellinneren sind mehrere Zellkerne enthalten.
Der Lebenszyklus beinhaltet sowohl sich sexuell wie auch sich asexuell fortpflanzende Stadien und auch bewegliche Stadien mit jeweils zwei Flagellen kommen vor.

## Systematik
Die Gattung wurde 1835 durch Félix Dujardin erstbeschrieben, der Gattungsname verweist auf die Form der Zelle (griechisch grumaia = "kleine Tasche"). Adl et al. 2005 ordnen Gromia als eines der fünf Taxa innerhalb der Rhizaria ein und stellen sie entsprechend auf eine nicht benannte Rangstufe mit den Foraminiferen, Cercozoa und Radiolarien. Auf der Basis von molekularbiologisch ermittelten Stammbäumen stellen Gromia die Schwestergruppe der Foraminiferen dar und bilden entsprechend mit diesen wahrscheinlich ein gemeinsames Taxon. In der Arbeit von Bass et al. bildet die Gattung jedoch eine Gruppe mit den Haplosporida und Filoreta und wird von ihnen deshalb als eigene Klasse Gromiidea zu den Cercozoa gestellt.
Der Umfang der Gattung ist weder klar zu übersehen noch ist sie auch nur annähernd hinreichend erforscht. In der Tiefsee wurden mindestens sechs weitere Arten aufgesammelt, die noch nicht formal beschrieben wurden.
Einige marine Arten sind:
- Gromia sphaerica
- Gromia oviformis
- Gromia pyriformis
- Gromia granulata
- Gromia schulzei
- Gromia solenopus

Süßwasserarten sind:
- Gromia brunneri
- Gromia gemma
- Gromia squamosa
- Gromia saxicola
- Gromia linearis